# ホツィレエネ・モラケ

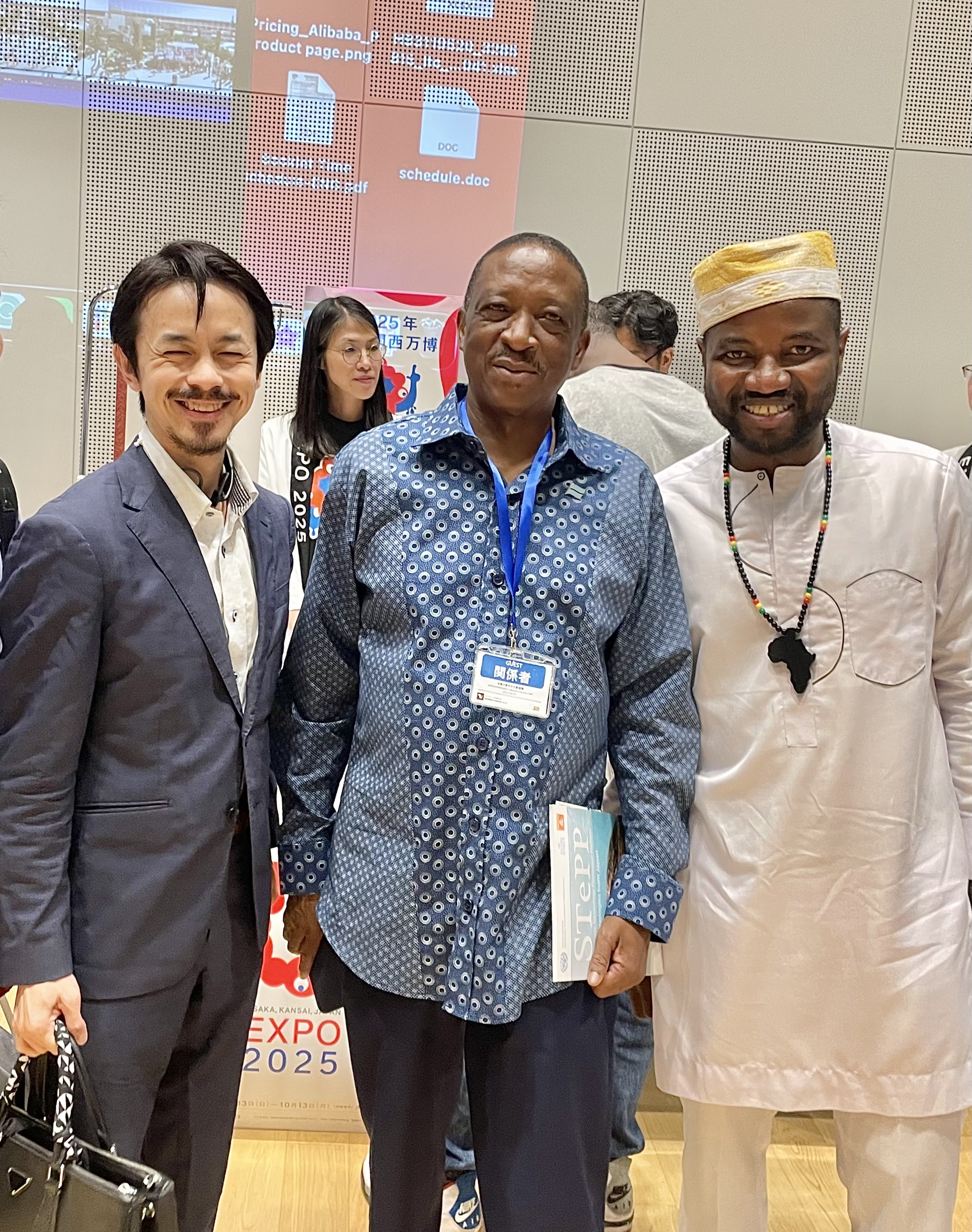
東大阪市文化創造館で開催された大阪アフリカビジネスフォーラム2023に参加中の駐日ボツワナ大使ホツィレエネ・モラケ少将（中央）

ホツィレエネ・モラケ少将（英語: Major General Gotsileene Morake）は、ボツワナの軍人、大使。陸軍司令官、国防軍副司令官を経て、2021年9月より駐日大使を務めている。軍事に通暁していると同時に国際関係学修士でもあり、母国語のツワナ語に加えて英語・フランス語・ポルトガル語に堪能。

## 軍歴
2012年5月、イアン・カーマ大統領兼国防軍最高司令官の命令により、モラケ准将（当時）は陸軍司令官に任命されて少将に昇進した。
2016年9月2日、国防軍副司令官プラシッド・ディラツァハエ・セホクホ少将（当時）の司令官任命と中将昇進に伴い、モラケ少将が副司令官に就任した。
2018年10月21日、ハボロネの中国大使館で趙彦博大使がボツワナ人中国政府奨学金留学生と中国に留学するボツワナ国防軍研修生の壮行会を主催したが、この式典にモラケ少将も参列して中国・ボツワナ間の二国間軍事協力に感謝を表明した。
2021年2月、次期司令官を狙う出世競争に参加しない意向を示して退役。モラケ少将の軍歴は38年に及んだ。

## 駐日大使として
2021年5月、モクウィツィ・マシシ大統領に近い消息筋から、モラケ少将が次期駐日大使を引き継ぐ見込みであるとの情報が流れた。
2021年9月27日、皇居で信任状を捧呈して駐日大使に就任した。